# Monterrey, Pánuco
Monterrey är en ort i Mexiko.   Den ligger i kommunen Pánuco och delstaten Veracruz, i den centrala delen av landet, 300 km norr om huvudstaden Mexico City. Monterrey ligger 42 meter över havet och antalet invånare är 149.
Terrängen runt Monterrey är platt. Runt Monterrey är det ganska glesbefolkat, med 32 invånare per kvadratkilometer. Närmaste större samhälle är Colonia Piloto, 6,1 km väster om Monterrey. Trakten runt Monterrey består till största delen av jordbruksmark.